# SIL Open Font License
SIL Open Font License — свободная и открытая лицензия, разработанная SIL International для использования с некоторыми из своих Unicode шрифтов. Лицензия OFL отвечает конкретным потребностям типографского дизайна и техники, а также требованиям стандартов сообщества FLOSS, а именно культурным ценностям и руководящим принципам FSF, Debian Free Software Guidelines, а также Open Source Definition. Лицензия была признана свободной Free Software Foundation. Единственным необычным требованием является то, что шрифты распространяются с какой-либо компьютерной программой, а не отдельно. Однако, так как простая программа «Hello, world!» удовлетворит этому требованию, оно является безвредным.
Джордж Уильямс, ведущий разработчик FontForge, популярной свободной программы для создания шрифтов, добавил кнопку, которая автоматически вставляет OFL в поле лицензии шрифта.
Лицензия SIL GPL-несовместима, и часть деятельности всё же формально запрещена — например, перевести шрифт в другой формат и сохранить прямо в исходном тексте программы. Однако разработчик крайне редко собирает подобный неделимый пакет из SIL-шрифта и чего-то GPL’ного (программы или другого шрифта). Чаще под лицензией GPL идёт программный код, а под SIL — часть данных, и это поощряется.

## Предпосылки
Авторские права на «строительные блоки» визуального дизайна (компоненты интерфейса, шрифты) — это плохо решённый законодательно вопрос. Неформально считается, что типографский макет с буквами, переведёнными в кривые, не нарушает прав на шрифт, если тот законно приобретён дизайнером. Но со шрифтами приходится делать и другие операции.
- Адаптировать шрифт под технические особенности платформы: переводить в другой формат, изменять заголовки…
- Внедрять шрифт в документы (например, PDF), а потом неограниченно и/или коммерчески распространять их. При этом для экономии места в PDF шрифт может быть урезанным.
- Включать понравившийся шрифт в программу, в том числе коммерческую. Включать открытую программу в коммерческий пакет.

Так что лицензия OFL попыталась отличить продажу шрифта (что порицается) от продажи ПО со шрифтом (что приветствуется).
Чтобы не было практики embrace, extend, extinguish, когда крупная компания расширяет/урезает шрифт, а когда он будет повсюду, выдавливает типографа, типограф может оставить за собой название шрифта. Это не касается внедрения шрифта, когда извлечение и использование в других целях затруднено.